# Спезиали, Том
Том Спезиали (англ. Tom Spezialy) — американский продюсер, режиссёр и сценарист телевидения.

## Карьера
Спезиали начал свою карьеру в 1989 году, писав сценарии для телесериала CBS «Доктор Доктор». Он также был сценаристом и продюсером сериалов «Паркер Льюис не теряется», «Чудеса науки», «Восточный парк», «Это было тогда», «Джек и Джилл», «Эд» и «Мёртвые, как я». Он стал режиссёром нескольких телесериалов как «Жнец» и «Дорогая, я уменьшил детей».
Во время телевизионного сезона 2004—2005 Спезиали стал наиболее известен как исполнительный продюсер и сценарист «Отчаянных домохозяек», одной из хорошо принятых премьер сезона. Вслед за раскритикованным вторым сезоном шоу, возникли «творческие разногласия» между Спезиали и создателем сериала, Марком Черри, и в мае 2006 года Спезиали объявил, что он покидает состав «Отчаянных домохозяек».
В 2011 году Спезиали стал создателем и исполнительным продюсером комедийно-драматического телесериала канала CBS «Хаос».
Создатель совместно с Сэмом и Айваном Рэйми сериала «Эш против зловещих мертвецов», вышедшего в 2015 году.